# 寶峰時尚
寶峰時尚國際控股有限公司，簡稱寶峰時尚國際控股，以及寶峰時尚（英語：BAOFENG MODERN INTERNATIONAL HOLDINGS COMPANY LIMITED，港交所：1121），在1999年由史清波（非執行董事）和曾晉忠（已故）創立名為「泉州寶峰鞋業有限公司」，也是首家以專注製造拖鞋行業上市。
而主要業務則在中國內地經營、設計、生產及銷售各種類型拖鞋產品，而主要品牌為「寶人牌」和「寶峰牌」，董事長為鄭六和，首席執行官為陳慶偉。總部位於中国福建省泉州市鲤城区江南镇火炬工业区，以及香港上环文咸东街22-26号柏廷坊20楼。
股份在2011年1月28日於港交所上市首天，收盤報1.8港元，較招股價（招股價為1.99至2.98港元之間，後來最後修訂為2港元，全球發售為3.5億股，而集資額為10.43億港元，中信资本以1000万美元，取得18.04%股權）下跌了10%。

## 連結
- BaofengModern.com （页面存档备份，存于）